# Condado de Houston (Minnesota)
O Condado de Houston é um dos 87 condados do estado americano do Minnesota. A sede do condado é Caledonia, e sua maior cidade é Caledonia.
O condado possui uma área de 1 473 km² (dos quais 27 km² estão cobertos por água), uma população de 19 718 habitantes, e uma densidade populacional de 14 hab/km² (segundo o censo nacional de 2000). O condado foi fundado em 1854.